# Quart d'heure académique
Le quart d'heure académique est un délai de 15 minutes entre l'heure prévue pour un cours ou d'un exposé, et l'heure réelle à laquelle il débute, dans certaines universités en Autriche, Suisse, les Pays-Bas, Finlande, Scandinavie, Allemagne, Italie et Belgique. Il est parfois aussi appelé quart d'heure de grâce.

## Historique
Historiquement, le quart d'heure académique provient de la durée de retard admissible aux réunions des commissions municipales au Moyen Âge, mesurée par un sablier réglé sur quinze minutes. D'autres sources mentionnent qu'il est lié au temps laissé pour rejoindre la salle de cours, ou à un moment consacré à une prière. Au XIXe siècle, il est en vigueur par exemple dans les universités de Heidelberg ou de Göttingen, où le professeur arrive dans la salle précisément quinze minutes après la sonnerie et en sort à la sonnerie suivante. Au début du vingtième siècle, le quart d'heure académique est d'une durée de 10 minutes en Belgique et de 20 minutes en Hongrie. En Suède, un double quart d'heure académique est prévu à 18h pour avoir le temps de passer une tenue de soirée.
Il désigne aujourd'hui, par extension, le retard toléré au début d'une réunion. Il est aussi employé au Rwanda, tout comme l'expression « quinze académique », pour désigner le délai minimum d'attente d'un professeur en retard au début d'un cours.
L'expression est parfois utilisée dans un sens étendu pour indiquer une tolérance à un retard, ou de façon ironique pour désigner un retard de quinze minutes ou une habitude à être souvent en retard.
Le quart d'heure académique est parfois confondu avec le quart d'heure de Rabelais, qui correspond au moment de gêne pour payer la note d'un restaurant.

## Abréviation
Le quart d'heure académique est habituellement signalé en ajoutant l'abréviation « c.t. » (cum tempore, « avec du temps » en latin) juste après l'heure : « 14:00 c.t. ». Parfois, « s.t. » (sine tempore, « sans temps » en latin), ou « sharp » (« précis » en anglais), indique que l'événement commencera à l'heure précise : « 2:00 pm sharp ».